# مارک رایدن
مارک رایدن (به انگلیسی: Mark Ryden؛ زادهٔ ۲۰ ژانویهٔ ۱۹۶۳) نقاش آمریکایی می‌باشد که به‌عنوان عضوی از جنبش هنری لوبرو (یا پاپ سورئالیست) در نظر گرفته می‌شود. مجلهٔ اینترویو (مجله) وی را «پدرخواندهٔ پاپ سورئالیسم» خوانده‌است.